# حسن علوان (فنان يمني)
حسن علوان حزام المقطري (1962 - 15 يونيو 2020) ممثل ومخرج مسرحي يمني من محافظة تعز، عاش وترعرع في مدينة الحديدة.

## بداية مسيرته الفنية
عمل كممثل ومخرج في فرقة المسرح الوطني في صنعاء، وشارك في العديد من الفعاليات محلياً وعربيا، ودخل مجال الفن قبل التمثيل، كما كان له أغنية باللهجة التهامية (عطاء ورب وكريم) والتي لاقت رواجاً كبيراً
في ذلك الوقت (أيام التسعينات)، ثم كانت بدية ظهوره في المسرح كممثل في مسرح فرقة الهواء في الحديدة عام 1977.

## مجال التمثيل
انتقل لفرقة المسرح في صنعاء عام 1980م، وقام ببطولات في مسرحيات محلية يمنية عديدة، وشارك في المسلسل اليمني (المهر)الذائع الصيت في اليمن، وجد تهميشا كثيرا شأنه شأن معظم
الفنانيين اليمنيين، له ألبوم غنائي (بحار)، ويُعد الحدث الفني الأهم في حياته فهو شخصية
الشيخ طفاح في مسلسل همي همك الذي عرض على قناة السعيدة في رمضان وعلى مدى خمسة مواسم، حيث أكسبه شهرة وتعرف عليه الجمهور أكثر عبر هذه الشخصية.

## وفاته
توفى الفنان حسن صباح الاثنين الموافق الخامس عشر من يونيو 2020 عن عمر ناهز 58 عامًا، بعد إصابته بمرض فيروس كورونا 2019، إضافة إلى أنه كان يعاني من أمراض القلب.